# Parafia Ewangelicko-Metodystyczna w Dąbrównie
Parafia Ewangelicko-Metodystyczna w Dąbrównie – zbór metodystyczny działający w Dąbrównie, należący do okręgu mazurskiego Kościoła Ewangelicko-Metodystycznego w RP.
Nabożeństwa odbywają się w niedziele i święta o godzinie 9:00.

## Historia
Z uwagi na ewakuację i wysiedlenia po II wojnie światowej, pozostali tu dotychczasowi wierni Ewangelickiego Kościoła Unii Staropruskiej pozbawieni zostali opieki duszpasterskiej.
Księża z Kościoła Metodystycznego przybyli na Mazury jesienią 1945, a od 1946 rozpoczęli działalność na terenie ówczesnego powiatu ostródzkiego. Wiosną 1946 do Dąbrówna przyjechał metodystyczny duchowny ks. Julian Miśkow, który prowadził tu trwającą tydzień pracę misyjną. Następnie w kwietniu 1946 został tu skierowany ks. Paweł Fibich, który został duszpasterzem nowo powołanych parafii w Dąbrównie, Leszczu i Marwałdzie. Jeszcze w 1946 metodyści przejęli miejscowy kościół ewangelicki, który stał się dzięki temu najstarszą świątynią tego wyznania w Europie. 
Parafia w Dąbrównie, której podlegały również filiały w Leszczu i Osiekowie, w 1946 liczyła w sumie 887 wiernych, a w 1947 było to już 937 osób. Oprócz nabożeństw prowadzona była nauka religii dla dzieci, spotkania dla kobiet i dla młodzieży, odbywały się zjazdy i działał chór. Według danych z 1 stycznia 1950 liczba członków parafii wzrosła do 995. W 1950 na stanowisko nowego pastora zboru został powołany ks. Benedykt Maik. Rok później liczba wiernych wynosiła już 1005 osób.
W 1953 w Dąbrównie została uruchomiona również parafia Kościoła Ewangelicko-Augsburskiego w PRL. W grudniu tego roku oba protestanckie zbory przyjęły porozumienie dotyczące zarządu i zasad użytkowania miejscowego kościoła, na który środki miały być łożone po połowie przez oba wyznania. Dokument ten został sygnowany przez ks. Maika oraz ewangelickiego ks. Tadeusza Boguckiego, pełniącego obowiązki administratora parafii ewangelicko-augsburskiej w Ostródzie.
Ks. Maik został odwołany ze stanowiska proboszcza na mocy decyzji Prezydium Wojewódzkiej Rady Narodowej w Olsztynie. Jego następcą został 1 grudnia 1954 ks. Tadeusz Dzierko, który pełnił jednocześnie funkcję superintendenta okręgu mazurskiego Kościoła Metodystycznego. 
W dąbrówieńskim kościele prowadzone były nabożeństwa metodystyczne i luterańskie, a duszpasterze obu wyznań uzgadniali ich terminy między sobą. Kontakty tymi zborami nie należały jednak do przyjaznych. Do Wydziału do Spraw Wyznań przez Radę Kościelną Kościoła Metodystycznego w Dąbrównie zostało wystosowane pismo z prośbą o przekazanie parafii tego wyznania wyłącznego prawa do budynku kościoła, powołując się na rzekomo pięciokrotnie wyższą liczbę wiernych od parafii ewangelicko-augsburskiej. Informacja o tak znaczącej przewadze nad liczącym wówczas 120 członków zborem luterańskim została zdementowana w komentarzu do pisma metodystów wysłanym do Wydziału przez seniora diecezji mazurskiej Kościoła Ewangelicko-Augsburskiego, ks. Edmunda Friszke. Jego następca na stanowisku seniora, ks. Alfred Jagucki, w kolejnym piśmie informował Wydział, że miejscowy ewangelicy nie byli nigdy wcześniej członkami Kościoła Metodystycznego, lecz byli wyznania ewangelicko-augsburskiego pozostając w strukturach unijnego Ewangelickiego Kościoła Unii Staropruskiej. Zaznaczył on, że mieszkańcy nie wstąpiliby do Kościoła Metodystycznego, jeśli luteranie posiadaliby odpowiednią liczbę duchownych, mogąc obsadzić nimi wszystkie opuszczone po wojnie przez dotychczasowych księży parafie, jak również gdyby pastorzy metodystyczni nie podszywali się pod księży ewangelickich, prowadząc nabożeństwa według luterańskiej agendy oraz używając Dużego katechizmu Marcina Lutra.
Do 1956 liczba wiernych w parafii metodystycznej zmniejszyła się ona o jedną trzecią. Ks. Dzierko pełnił tu pracę do śmierci w 1970. Od tego czasu parafia utraciła własnego duszpasterza i administrację nad zborem objął ks. Henryk Hukisz z parafii w Gierzwałdzie. Na mocy postanowienia wojewódzkiego Wydziału do Spraw Wyznań, w 1971 kościół w Dąbrównie został wyłączną własnością metodystów. Do 1974 korzystał nadal z niego również zbór luterański (będący od 1969 zdegradowany do roli stacji kaznodziejskiej parafii w Ostródzie), który został w tym roku zlikwidowany.